# اوسامو هیروسه
اوسامو هیروسه (انگلیسی: Osamu Hirose؛ زادهٔ ۶ ژوئن ۱۹۶۵) بازیکن فوتبال اهل ژاپن است.
از باشگاه‌هایی که در آن بازی کرده‌است می‌توان به باشگاه فوتبال اوراوا رد دیاموندز اشاره کرد.